# 江偉平
江偉平，江苏吴县人，中華民國（台灣）旅居美國僑民，曾代表中國國民黨以僑選身份當選為第二屆立法委員。